# Oceanapia nodosa
Oceanapia nodosa är en svampdjursart som först beskrevs av George och Wilson 1919.  Oceanapia nodosa ingår i släktet Oceanapia och familjen Phloeodictyidae.
Artens utbredningsområde är North Carolina. Inga underarter finns listade i Catalogue of Life.